# Vidrodjennea, Jovkva
Vidrodjennea (în ucraineană Відродження, în germană Mokrotyn Kolonie) este un sat în comuna Mokrotîn din raionul Jovkva, regiunea Liov, Ucraina. Satul a fost locuit de germanii galițieni.

## Demografie
Componența lingvistică a localității Vidrodjennea
     Ucraineană (98,94%)
     Rusă (1,06%)
Conform recensământului din 2001, majoritatea populației localității Vidrodjennea era vorbitoare de ucraineană (98,94%), existând în minoritate și vorbitori de rusă (1,06%).